# Championnat du Bénin de football 2011-2012
Navigation
Édition précédente Édition suivante
La saison 2011-2012 du Championnat du Bénin de football est la trente-troisième édition de la Première Division, le championnat national de première division au Bénin. Les douze équipes engagées sont regroupées au sein d'une poule unique où elles s'affrontent à deux reprises au cours de la saison. À l'issue du championnat, il n'y a pas de relégation afin de permettre l'extension du championnat à 14 équipes.
C'est le tenant du titre, l'ASPA Cotonou qui remporte à nouveau la compétition cette saison après avoir terminé en tête du classement, avec onze points d'avance sur le Tonnerre de Bohicon et quatorze sur la JA Plateau. C'est le second titre de champion du Bénin de l'histoire du club.

## Participants
- AS Dragons de l'Ouémé
- Mogas 90 FC
- Soleil FC
- Panthères de Djougou
- AS Oussou Saka
- Avrankou Omnisport
- JA Plateau
- ASPA Cotonou
- Tonnerre de Bohicon
- Buffles du Borgou
- USS Kraké
- Adjobi FC

## Compétition

### Classement
Le classement est établi sur le barème de points suivant : victoire à 3 points, match nul à 1, défaite à 0.
| Rang | Équipe                        | Pts | J  | G  | N  | P  | Bp | Bc | Diff |
| ---- | ----------------------------- | --- | -- | -- | -- | -- | -- | -- | ---- |
| 1    | AS Port Autonome de Cotonou T | 51  | 22 | 15 | 6  | 1  | 34 | 13 | +21  |
| 2    | Tonnerre de Bohicon           | 40  | 22 | 12 | 4  | 6  | 24 | 17 | +7   |
| 3    | JA Plateau                    | 37  | 22 | 10 | 7  | 5  | 22 | 16 | +6   |
| 4    | AS Dragons de l'Ouémé         | 33  | 22 | 8  | 9  | 5  | 17 | 13 | +4   |
| 5    | AS Oussou Saka                | 30  | 22 | 8  | 6  | 8  | 24 | 24 | 0    |
| 6    | Mogas 90 FCC                  | 27  | 22 | 6  | 9  | 7  | 17 | 18 | -1   |
| 7    | Avrankou Omnisport            | 26  | 22 | 6  | 8  | 8  | 15 | 21 | -6   |
| 8    | USS Kraké                     | 25  | 22 | 7  | 4  | 11 | 24 | 25 | -1   |
| 9    | Panthères de Djougou          | 23  | 22 | 5  | 8  | 9  | 15 | 20 | -5   |
| 10   | Buffles du Borgou             | 23  | 22 | 4  | 11 | 7  | 13 | 20 | -7   |
| 11   | Soleil FC                     | 21  | 22 | 4  | 9  | 9  | 16 | 22 | -6   |
| 12   | Adjobi FC                     | 13  | 22 | 0  | 13 | 9  | 9  | 21 | -12  |

|  | Qualification pour la Ligue des champions de la CAF 2013 |
|  | Qualification pour la Coupe de la confédération 2013     |
|  | T : Tenant du titre C : Vainqueur de la Coupe du Bénin   |

## Bilan de la saison
| Championnat du Bénin de football 2011-2012 |                                  |
| Champion                                   | ASPA Cotonou (2e titre)          |
| Coupes et trophées                         |                                  |
| Vainqueur de la Coupe du Bénin 2011-2012   | Mogas 90 FC                      |
| Qualifications continentales               |                                  |
| Ligue des champions de la CAF 2013         | ASPA Cotonou                     |
| Coupe de la confédération 2013             | Mogas 90 FC                      |
| Promotions et relégations                  |                                  |
| Promus en Première Division                | AS Police                        |
| Promus en Première Division                | Akanké FC                        |
| Relégués en Deuxième Division              | Aucun (passage de 12 à 14 clubs) |